# Mandy Moore
Mandy Moore (Nashua, New Hampshire, 1984. április 10. –) amerikai énekes-dalszerző, színész és divattervező. Floridában nőtt fel. Az 1990-es évek végén, tizenéves korában vált ismertté, miután kiadta az elsősorban ezt a korosztályt megcélzó So Real, I Wanna Be with You és Mandy Moore című albumokat. Ezt követően filmes karrierbe kezdett, és 2002-től kezdve több, szintén a tizenéveseket megcélzó filmben játszott.
Magánélete, többek között Andy Roddick teniszezővel, valamint Wilmer Valderrama és Zach Braff színészekkel folytatott kapcsolata, majd Ryan Adams énekessel kötött házassága nagy visszhangot váltott ki a médiában. Legújabb albuma, az Amanda Leigh 2009. május 26-án jelent meg. Moore összesen több mint 10 millió lemezt adott el világszerte.

## Filmográfia

### Film
| Év   | Magyar cím                            | Eredeti cím               | Szerep                          | Magyar hang     |
| ---- | ------------------------------------- | ------------------------- | ------------------------------- | --------------- |
| 2001 | Dr. Dolittle 2.                       | Dr. Dolittle 2            | medvebocs (hangja)              |                 |
| 2001 | Neveletlen hercegnő                   | The Princess Diaries      | Lana Thomas                     | Csuha Borbála   |
| 2002 | Séta a múltba                         | A Walk to Remember        | Jamie Elizabeth Sullivan-Carter | Zsigmond Tamara |
| 2002 | A tizenhetes csapdája                 | All I Want                | Lisa                            | Balsai Móni     |
| 2003 | Szerelmi leckék hitetleneknek         | How to Deal               | Halley Martin                   | Mezei Kitty     |
| 2004 | Szabadság, szerelem                   | Chasing Liberty           | Anna Foster                     | Vadász Bea      |
| 2004 | A rosszak jobbak                      | Saved!                    | Hilary Faye Stockard            | Molnár Ilona    |
| 2005 | Pata-csata                            | Racing Stripes            | Szöszi (hangja)                 | Ábel Anita      |
| 2005 | Románc és cigaretta                   | Romance & Cigarettes      | Baby Murder                     | Mezei Kitty     |
| 2006 | American Dreamz                       | American Dreamz           | Sally Kendoo                    | Roatis Andrea   |
| 2006 | Mackótestvér 2.                       | Brother Bear 2            | Nita (hangja)                   | Major Melinda   |
| 2007 | Férjhez mész, mert azt mondtam        | Because I Said So         | Milly Wilder                    | Mezei Kitty     |
| 2007 | Nászfrász                             | License to Wed            | Sadie Jones                     | Peller Mariann  |
| 2007 | Nélküled nem megy                     | Dedication                | Lucy Reilly                     | Roatis Andrea   |
| 2007 | A káosz birodalma                     | Southland Tales           | Madeline Frost Santaros         | Bertalan Ágnes  |
| 2009 | Hintázás Finkelékkel                  | Swinging with the Finkels | Ellie Finkel                    |                 |
| 2010 | Aranyhaj és a nagy gubanc             | Tangled                   | Aranyhaj hercegnő (hangja)      | Csifó Dorina    |
| 2011 | Szemenszedett boldogság               | Love, Wedding, Marriage   | Ava Gold                        | Mezei Kitty     |
| 2012 | Aranyhaj – Örökkön örökké (rövidfilm) | Tangled Ever After        | Aranyhaj hercegnő (hangja)      | Csifó Dorina    |
| 2012 | Hotel Noir                            | Hotel Noir                | Evangeline Lundy                |                 |
| 2017 | 47 méter mélyen                       | 47 Meters Down            | Lisa                            | Bartsch Kata    |
| 2017 | Nem vagyok itt                        | I'm Not Here              | Anya                            | Zsigmond Tamara |
| 2018 | Sötét elmék                           | The Darkest Minds         | Catherine "Cate" Connor         | Mórocz Adrienn  |
| 2018 | Ralph lezúzza a netet                 | Ralph Breaks the Internet | Aranyhaj hercegnő (hangja)      | Csifó Dorina    |
| 2019 |                                       | The Big Break (rövidfilm) | Natasha                         |                 |
| 2019 | Midway                                | Midway                    | Anne Best                       | Szávai Viktória |
| 2023 | Volt egyszer egy stúdió (rövidfilm)   | Once Upon a Studio        | Aranyhaj hercegnő (hangja)      | Csifó Dorina    |

### Televízió
| Év        | Magyar cím                                 | Eredeti cím                            | Szerep                     | Megjegyzések                                    |
| --------- | ------------------------------------------ | -------------------------------------- | -------------------------- | ----------------------------------------------- |
| 2000      | 2gether – Dögös ötös                       | 2GE+HER: The Series                    | önmaga                     | 1 epizód                                        |
| 2000      | Sok hűhó                                   | All That                               | önmaga                     | 1 epizód                                        |
| 2001      |                                            | The Andy Dick Show                     | önmaga                     | 1 epizód                                        |
| 2003      | Clone High                                 | Clone High                             | önmaga (hangja)            | 1 epizód                                        |
| 2003      | Punk’d – SztÁruló                          | Punk'd                                 | önmaga                     | 1 epizód                                        |
| 2005      |                                            | Criss Angel Mindfreak                  | önmaga                     | 1 epizód                                        |
| 2005      | Törtetők                                   | Entourage                              | önmaga / Aquagirl          | 5 epizód                                        |
| 2006      | Dokik                                      | Scrubs                                 | Julie Quinn                | 2 epizód                                        |
| 2006      | A Simpson család                           | The Simpsons                           | Tabitha Vixx (hangja)      | 1 epizód                                        |
| 2007      | Így jártam anyátokkal                      | How I Met Your Mother                  | Amy                        | 1 epizód                                        |
| 2010      | A Grace klinika                            | Grey's Anatomy                         | Mary Portman               | 4 epizód                                        |
| 2012–2013 |                                            | Tron: Uprising                         | Mara (hangja)              | főszereplő                                      |
| 2013–2015 |                                            | High School USA!                       | Cassandra Barren (hangja)  | főszereplő                                      |
| 2013      | Karácsony Conwayben                        | Christmas in Conway                    | Natalie Springer           | - tévéfilm - magyar hangja: - Sipos Eszter Anna |
| 2014      | Szófia hercegnő                            | Sofia the First                        | Aranyhaj hercegnő (hangja) | 1 epizód                                        |
| 2014–2015 |                                            | Red Band Society                       | Dr. Erin Grace             | 5 epizód                                        |
| 2014–2017 | Callie seriff és a vadnyugat               | Sheriff Callie's Wild West             | Callie seriff (hangja)     | főszereplő                                      |
| 2016–2022 | Rólunk szól                                | This Is Us                             | Rebecca Pearson            | főszereplő                                      |
| 2017      | Aranyhaj: Az örökkön örökké előtt          | Tangled: Before Ever After             | Aranyhaj hercegnő (hangja) | - tévéfilm - magyar hangja: - Csifó Dorina      |
| 2017–2020 | Aranyhaj: A sorozat                        | Tangled: The Series                    | Aranyhaj hercegnő (hangja) | - főszereplő - magyar hangja: - Csifó Dorina    |
| 2018      | Tömény történelem                          | Drunk History                          | Clara Barton               | 1 epizód                                        |
| 2019      | Family Guy                                 | Family Guy                             | Courtney (hangja)          | 1 epizód                                        |
| 2023      | Lego Disney hercegnők: Kaland a kastélyban | Lego Disney Princess: The Castle Quest | Aranyhaj hercegnő (hangja) | - különkiadás - magyar hangja: - Csifó Dorina   |

## Diszkográfia

### Stúdióalbumok
- So Real (1999)
- I Wanna Be with You (2000)
- Mandy Moore (2001)
- Coverage (2003)
- Wild Hope (2007)
- Amanda Leigh (2009)

### Válogatások
- The Best of Mandy Moore (2004)
- Candy (2005)
- Super Hits (2008)

### DVD-k
- Mandy Moore – The Real Story (2001)
- The Best of Mandy Moore (2004)

## Díjak, jelölések
- Séta a múltba
  - MTV Movie Awards (2002) – Legjobb első szereplés (női)

## Fordítás
- Ez a szócikk részben vagy egészben a Mandy Moore című angol Wikipédia-szócikk ezen változatának fordításán alapul.  Az eredeti cikk szerkesztőit annak laptörténete sorolja fel. Ez a jelzés csupán a megfogalmazás eredetét és a szerzői jogokat jelzi, nem szolgál a cikkben szereplő információk forrásmegjelöléseként.

## További információ
- Hivatalos oldal
- Mandy Moore a Facebookon
- Mandy Moore a PORT.hu-n (magyarul)
- Mandy Moore az Internetes Szinkronadatbázisban (magyarul)
- Mandy Moore az Internet Movie Database-ben (angolul)
- Mandy Moore a Rotten Tomatoeson (angolul)